# Vladímir Kotélnikov
Vladímir Aleksándrovich Kotélnikov (en ruso Влади́мир Алекса́ндрович Коте́льников, * 6 de septiembre de 1908 en Kazán; † 11 de febrero de 2005 en Moscú) fue un matemático de la Unión Soviética. Desde 1953 fue miembro de la Academia rusa de las Ciencias (PAH). Es conocido por sus aportaciones en el ámbito de las telecomunicaciones a lo largo de 70 años, a pesar del relativo aislamiento del resto de la comunidad científica al que se vio sometido debido a la situación política en su país durante los años de la Guerra Fría.

## Biografía
Entre 1926 y 1931 recibió su formación en el campo de las radiocomunicaciones en el Instituto de la Energía de Moscú (Московский энергетический институт), universidad técnica de la capital rusa. Al terminar sus estudios, Kotiélnikov permaneció en dicha institución como investigador contratado y profesor, y entre 1944 y 1980 ejercería de catedrático.
En 1953 fue nombrado director suplente de la Academia Rusa de las Ciencias, y de 1970 a 1988 fue vicepresidente. Adicionalmente, desde 1954 hasta 1987, ejerció de director del instituto de radiotecnología y electrónica de dicho organismo que actualmente lleva su nombre. A partir de ese año, estuvo ligado a la academia como director honorario y consejero.
Como primer director de OKB-MEI colaboró en la creación del primer sistema de seguimiento y telemetría para el programa astronáutico soviético.
A Kotélnikov se le conoce por haber desarrollado el teorema de muestreo de Nyquist-Shannon de forma paralela e independiente a Edmund Whittaker, Harry Nyquist y Claude Shannon. Para la demostración matemática hizo uso de series y transformadas de Fourier. También fue el primero en relacionar de forma precisa este teorema con la transmisión de señales.
Además, es el creador de la teoría de la inmunidad óptima al ruido, que aplicó a radares y comunicaciones. Obtuvo numerosos premios científicos por sus trabajos en radioastronomía y teoría de la señal.
En 1961 colaboró con una de las primeras exploraciones mediante radar del planeta Venus. También realizó aportaciones en campos como el control de trayectoria de cohetes o comunicaciones por telégrafo.
En 1984, se nombró el asteroide (2726) Kotelnikov en su honor .